# NBC Nightly News

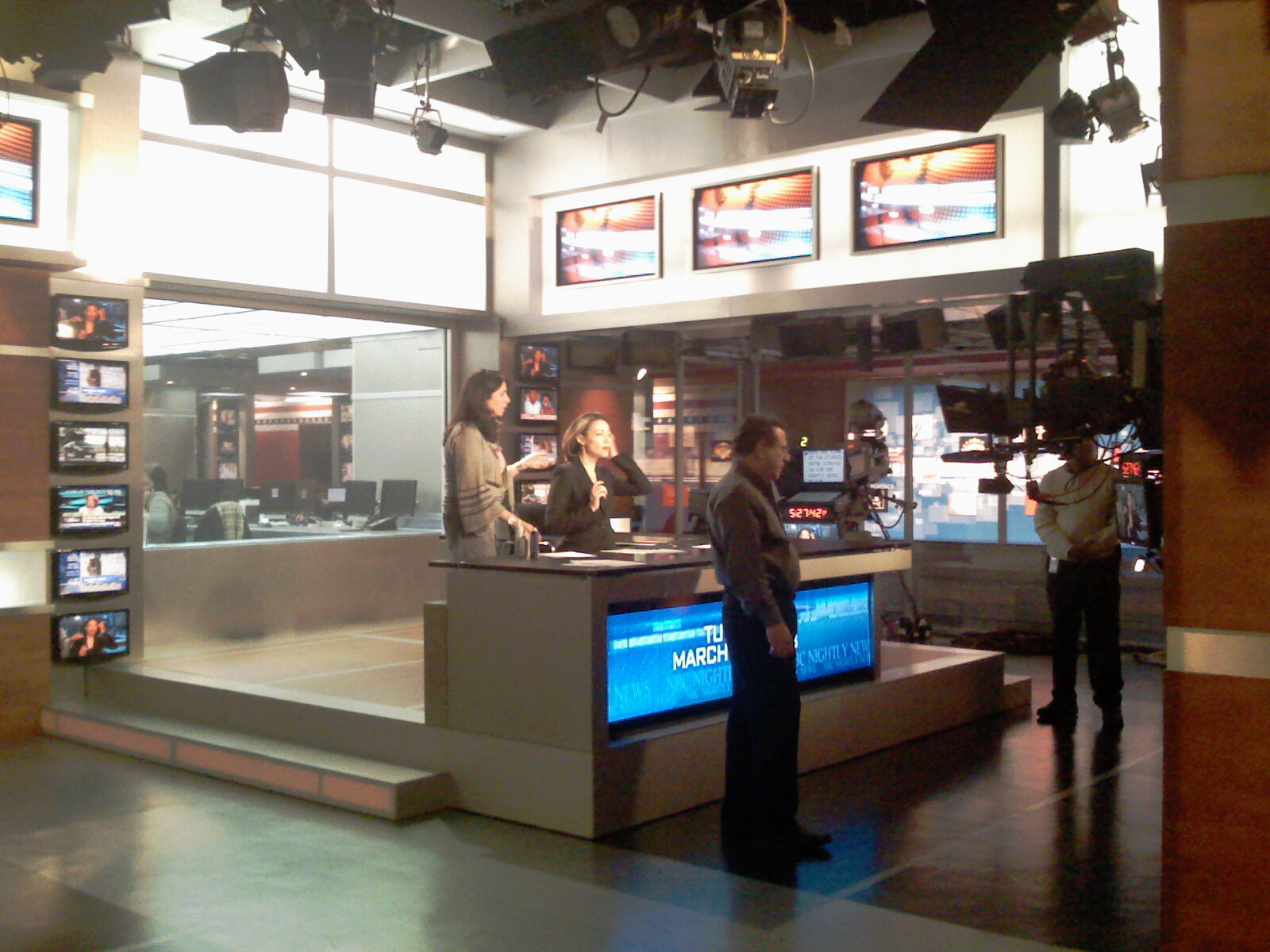

NBC Nightly News — щоденна програма вечірніх новин на NBC News, що виходить з 3 серпня 1970 року. В даний час по буднях програму веде Лестер Голт. В будні вечори транслюється в прямому ефірі на більшості станцій NBC з 18:30 до 19:00 за східним поясним часом, а іноді ретранслюється для глядачів тихоокеанського часового поясу. Нинішні музична тема була написана Джоном Вільямсом. Станом на 2010 рік, Nightly News має найвищий рейтинг серед новинних програм в США.

## Історія

### Епоха Джона Ченслора і Девіда Брінклі (1970—1982)
Новинна програма Huntley-Brinkley Report була перейменована в NBC Nightly News у серпні 1970 року, після виходу на пенсію Чета Гантлі. В якості нових ведучих були запрошені Девід Брінклі, Джон Ченселлор і Френк Макгі, причому тільки одна пара з цієї трійки могла вести новинний випуск. Брінклі завжди вів програму з Вашингтона, Макгі з Нью-Йорка. Ченселлор курсував між двома містами, в залежності від співведучого. До середини 70-х новинні випуски в суботу і неділю називалися відповідно NBC Saturday Night News і NBC News Sunday Night.
Згодом керівники каналу, усвідомивши нестійкість такого ведення справ і в результаті відходу аудиторії до CBS Evening News, зробили 9 серпня 1971 року Ченселлора єдиним ведучим, з наданням Брінклі трихвилинного коментаря з Вашингтону кілька разів на тиждень під назвою David Brinkley's Journal. Пізніше зробили спробу знову вивести в ефір зв'язку Ченселлор-Брінклі, але вона провалилася, і Ченселлор знову став одноосібним ведучим.
Незважаючи на різні зміни, Ченселлор так і не зміг здолати Волтера Кронкайта з CBS Evening News в американському рейтингу новин. Пішовши з посади телеведучого 2 квітня 1982 року, він залишився редакційним коментатором програми аж до своєї відставки в 1993 році.

### Епоха Тома Брокау (1982—2004)
5 вересня 1983 року Том Брокау, який до тих пір вів Today Show, і спільно з Роджером Маддом Nightly News, став поодинці вести Nightly News, в той же день, коли у ABC World News Tonight Пітер Дженнінгс став єдиним ведучим. Присутність Брокау повільно приваблювало глядачів, і в 1990-ті за лідерство в рейтингу боролися тільки ABC і NBC. У 1997 році Nightly News вперше піднявся на першу сходинку і не сходив з неї протягом десяти років. Раніше домінуючий CBS Evening News втратив значну частину аудиторії і змістився на третє місце у битві за аудиторію.
Відразу після президентських виборів 2004 року Брокау залишив канал. Його останній ефір відбувся 1 грудня 2004 року, завершуючи 22-річну кар'єру легендарного ньюзмейкера — рекордний термін в історії NBC. Брокау змінив Браян Вільямс на наступний день.

### Епоха Браяна Вільямса (2004—2015)

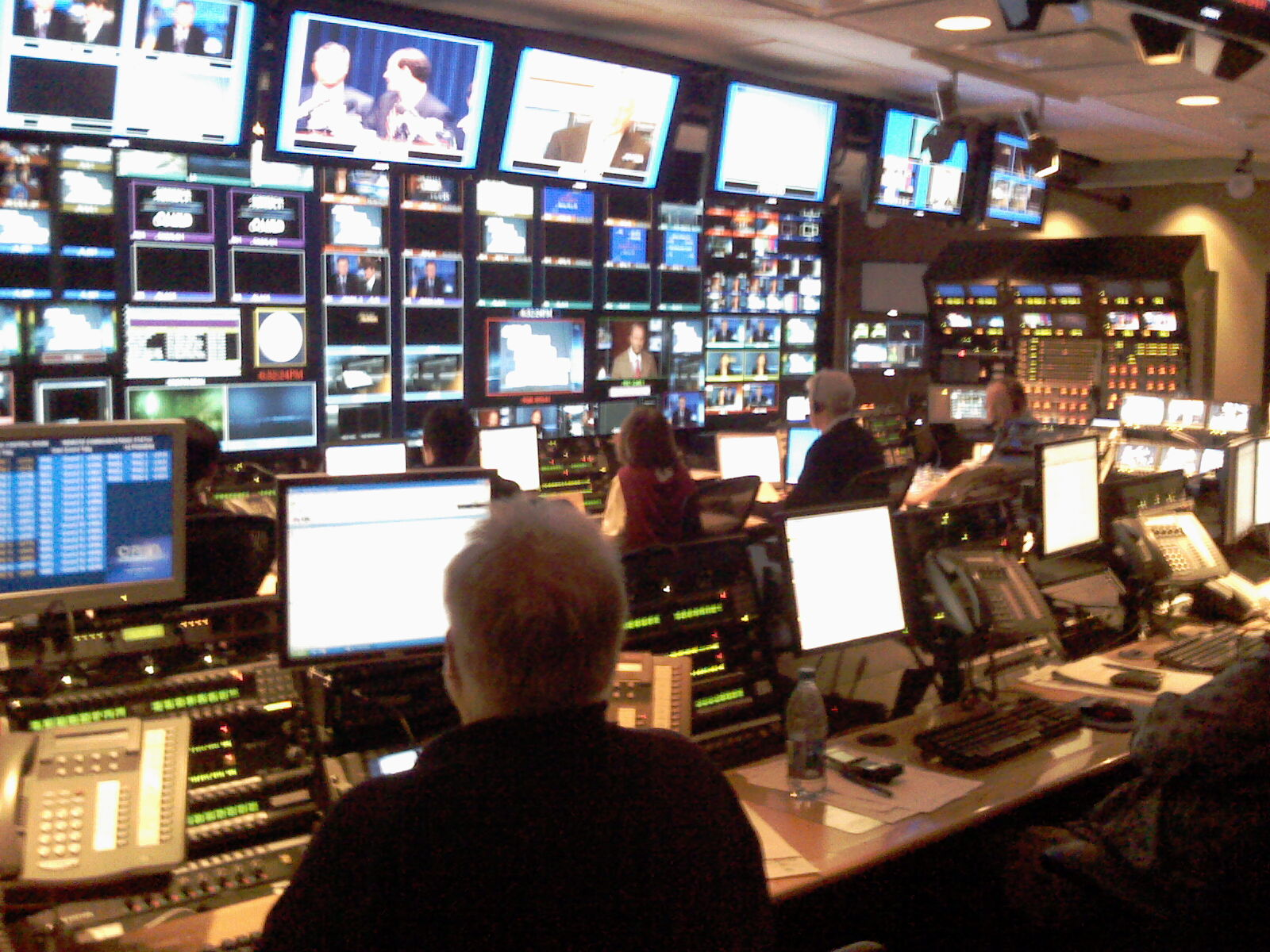
Контрольна кімната NBC Nightly News

Браян Вільямс став ведучим вечірніх новин 2 грудня 2004 року. Програма з 10-мільйонною аудиторією на тиждень міцно утримувала своє лідерство з грудня 2004 року до лютого 2007, коли вперед вирвалися «Всесвітні новини з Чарльзом Гібсоном» від ABC. Однак, через кілька місяців вечірніх новини відновили своє становище, залишаючись, таким чином, самим популярним новинним шоу протягом десятиліття.
Популярність Вільямса піднялася на новий рівень під час висвітлення їм урагану 2005 року.
4 грудня 2006 року новини вперше за свою 36-річну історію переривалися короткою рекламою Philips.
Рейтинг Nielsen за березень 2009 року показав, що вечірні новини від NBC займають третє місце на ринку Нью-Йорка, слідом за ABC World News і CBS Evening News. У поєднанні з нестабільністю програми новин на WNBC.
В даний час Nightly News є найпопулярнішою інформаційною програмою в США. Однак, із запуском ABC World News з Діаною Сойєр, розрив між двома програмами скоротився. За тиждень з 5 квітня 2010 року розрив між випусками NBC і ABC склав 780 тисяч глядачів.

### Наш час
У 2015 році програму став вести Лестер Голт.

## Новини в HD-якості
11 грудня 2006 року NBC Nightly News почали мовлення відео високої чіткості (1080i). Більшість кадрів, однак, виходило в стандартній чіткості, в той час як повне перетворення в HD за планом завершено в 2009 році. CBS Evening News почав мовлення в HD 7 січня 2008 року. ABC почав мовлення в HD 7 червня 2008 року, під час трансляції з'їзду Демократичної партії.

## Мовлення за межами Сполучених Штатів
Вечірні новини від NBC транслюються в наступних країнах і регіонах:
- Європа, на каналі CNBC Europe
- Близький Схід, канал Orbit News
- Філіппіни, канал Solar TV
- Японія, канал NTV NEWS 24
- Бермуди, VSB-TV
- Беліз , Tropical Vision Limited
- Латинська Америка, канал CNBC Latin America
- Гонконг, TVB Pearl

## Відомі інциденти
У вересні 2001 року провідному Тому Броко прийшов лист, що містив спори сибірської виразки. Броко не постраждав, але два працівники NBC News були інфіковані.
18 квітня 2007 року в редакцію NBC News прийшов пакет, що містив маніфест Чо Син Хі, студента, який влаштував різанину в університеті Вірджинії двома днями раніше. Пакет містив DVD-диск і близько сорока фотографій. Частково зміст посилки було показано, хоча і було відредаговано, у випуску Nightly News від 18 квітня.